# Dați totul, băieți!
Dați totul, băieți! sau Doi super escroci (în italiană ... più forte ragazzi!, în engleză All The Way, Boys!) este un film de comedie italian din anul 1972, regizat de Giuseppe Colizzi și în care rolurile principale sunt interpretate de Bud Spencer și Terence Hill. 

## Rezumat
Salud (Bud Spencer) și Plata (Terence Hill) sunt doi piloți din America de Sud care trăiesc de pe o zi pe alta. Pentru a ajuta un prieten care se afla în dificultăți financiare, ei vor să simuleze un accident aviatic pentru ca proprietarul avionului să obțină banii de asigurare. Ei informează autoritățile aeronautice că avionul se va prăbuși undeva, nu departe de țintă, dar în timpul dialogului cu turnul de control, avionul lor se prăbușește cu adevărat în junglă. Scăpați teferi, cei doi merg pe jos până ajung la o comunitate mică de mineri care era exploatată de dl. Ears (Reinhard Kolldehoff), pentru care lucrau toți piloții de avion din zonă. 
Plata și Salud, fiind săraci, decid să-l concureze pe dl. Ears, efectuând servicii de aprovizionare cu avionul. Ei cumpărăr un avion foarte vechi, care este pus în funcțiune, după o lungă perioadă de reparații. În timpul uneia dintre călătoriile lui Plata, Salud, rămas singur în pădure, întâlnește un bătrân căutător de pietre prețioase (Cyril Cusack), care cunoștea zona. Invitându-l să mănânce cu el, bătrânul miner începe să-i spună că a găsit o mină de smaralde, dar nimeni din sat (inclusiv Salud) nu-l crede. Succesul noilor activități ale celor doi atrag furia dl. Ears, care, profitând de lipsa lui Salud, îl prinde în ambuscadă pe Plata și le aruncă avionul în aer. Hotărâți să se răzbune, Plata și Salud se duc la coliba din sat unde locuia dl. Ears și provoacă o bătaie generală, distrugând clădirea.
Ajuns acasă la "nebun", cei doi decid să-l facă pe bătrân să-și realizeze visul: să se întoarcă în Salvador, orașul unde și-a petrecut tinerețea. Convins de o poveste inventată de Salud (că se va îngriji de copilul pretinsei sale surori), moșul acceptă și pornește cu avionul spre oraș, minunându-se cum omul a fost capabil să realizeze atâtea lucruri, în timpul în care el și-a petrecut viața în pădure. Acest sentiment îi va fi fatal și, la câteva minute după aterizare, Plata constată moartea bătrânului. Uitându-se cu atenție la el, pilotul observă că prietenul lor avea la gât o pungă cu psmaralde de mari dimensiuni. Cu toate acestea, poliția locală află că cei doi sunt proprietarii minei și, coruptă de dl. Ears, le cere să renunțe la jumătate din domeniu; deoarece au refuzat, Plata și Salud sunt arestați.
Aflați în închisoare, cei doi discută cu privire la ceea ce ar trebui să facă: Salud vrea să lucreze legal, în timp ce Plate vrea să evadeze. Primul îl liniștește pe al doilea cu un pumn tras în moalele capului, dar Plata reușește să evadeze în timp ce Salud dormea. Dându-și seama că gluma se îngroașă, Salud evadează și el și ajunge în deșert, urmărit de poliție. Plata fură avionul domnului Ears și reușește să-l salveze de Salud de urmăritori. Între cei doi începe o bătaie cu pumnii, iar în final ei fug împreună dându-și seama că sunt bogați fără a avea niciun ban în buzunar.

## Distribuție
- Terence Hill - Plata
- Bud Spencer - Salud
- René Kolldehoff - dl. Ears
- Alexander Allerson - Naso
- Cyril Cusack - Matto
- Michel Antoine - Careira
- Riccardo Pizzuti - omul lui Ears
- Marcello Verziera - omul lui Ears

### Dubluri în limba italiană
- Pino Locchi - Plata
- Glauco Onorato - Salud
- Adolfo Geri - dl. Ears
- Carlo Romano - Matto
- Michele Gammino - omul lui Ears

## Locații
Spre deosebire de alte filme ale cuplului Spencer-Hill, în acest film se menționează în mod clar că povestea are loc în zona de la granița dintre statele Columbia (pe genericul de început este recunoscut orașul Cartagena de Indias) și Brazilia: în fapt, în timpul zborului care se va termina cu aterizarea în junglă, Salud numește două orașe, Macapà și Santarém, în timp ce baza cu care comunică se numește Maranhao, un stat brazilian care se învecinează cu Pará (în care se află orașul Santarém). La sfârșitul filmului este menționat, de asemenea, orașul Salvadòr de Bahia (numit în film doar Salvadòr).

## Distincții
Sursa principală a distincțiilor :

### Premii
- Golden Screen ( Germania) (1973)
- Premiul Silver Ribbon al Italian National Syndicate of Film Journalists, categoria Cel mai bun film (1973)

## Box-office
- Filmul a fost lansat la Paris în 8 cinematografe și a adus 18.213 spectatori[2]. În a doua săptămână, numărul spectatorilor a crescut la 20.520[3].